# 阿维达斯·萨博尼斯
阿维达斯·萨博尼斯（俄语：Арвидас Сабонис，羅馬化：Arvydas Sabonis，1964年12月18日—），暱稱蘇聯帝王，前苏联职业篮球运动员，出生於立陶宛加盟共和國的第二大城市考那斯。1986年便被NBA波特兰拓荒者队选中，为第一轮第19位，但當時因年紀太輕不符規定而未被NBA官方所承認。身高七呎三吋，司职中鋒。2011年成功入選NBA名人堂（Hall of Fame)。

## 生平
薩博尼斯在被NBA選中之後，因為未滿21歲，依規定而並沒有立即加盟球隊，之後曾多次被评为欧洲最佳球员。1995年薩博尼斯受邀加盟NBA，成为波特兰开拓者主力中锋，在2003年賽季結束后正式宣告退役。
2010年入選FIBA篮球名人堂，2011年萨博尼斯开始担任立陶宛篮协主席至今。
薩博尼斯的兒子是薩克拉門托帝王明星中鋒多曼塔斯·薩博尼斯。